# Acta de Ayuda Católica de 1829
La Ley de Alivio Católico de 1829, (en inglés, Catholic Relief Act) fue aprobada por el Parlamento del Reino Unido el 24 de marzo de 1829, y recibió Sanción Real el 13 de abril. Fue la culminación del proceso de Emancipación Católica en el Reino Unido de Gran Bretaña e Irlanda ya que derogó las últimas Leyes Penales contra los católicos. Su aprobación fue el resultado de una campaña realizada por el abogado irlandés y entonces recientemente electo para formar parte de la Cámara de los Comunes, Daniel O'Connell.
La ley permitía a los católicos tener un escaño en el parlamento. Esta condición era crucial ya que Daniel O'Connell había ganado un escaño en las elecciones del Condado de Clare, pero bajo la ley británica, él tenía prohibido (dada su religión) ocupar su lugar en Westminster. Sir Robert Peel, el Secretario del Interior, quien se había opuesto a la emancipación toda su carrera (y había, en 1815, retado a O'Connell a un duelo) accedió, al concluir: "aunque la emancipación era un gran peligro, la revuelta civil era uno aun mayor". Temiendo una revolución en Irlanda mayoritariamente católica, Peel escribió la Propuesta de Ley de Alivio Católico y la tramitó a través de la Cámara de los Comunes. Para vencer la oposición tanto de la Cámara de los Lores y el Rey Jorge IV, el Duque de Wellington trabajó para asegurar su aprobación en la Cámara de los Lores y amenazó con renunciar como primer ministro si el Rey no le otorgaba Sanción Real.
De cualquier manera, la Ley de Alivio Católico era un compromiso, y efectivamente les negaba el derecho a votar a los campesinos y granjeros católicos de Irlanda. La ley quintuplicó el requisito económico para votar. Comenzando en 1793, cualquier hombre que rentara o poseyera tierra con un valor de al menos cuarenta chelines (el equivalente a dos libras esterlinas, tenía el derecho al voto. Bajo la Ley de Alivio Católico, esta cantidad fue aumentada a diez libras.[cita requerida]